# Lorenzo Tehau
Lorenzo Tehau (* 10. April 1989 in Faa’a) ist ein tahitischer Fußballspieler. Der Mittelfeldspieler spielt seit 2009 beim tahitischen Verein AS Central Sport und ist tahitischer Nationalspieler.

## Karriere

### Verein
Tehau begann seine fußballerische Karriere 2009 im Alter von 20 Jahren beim AS Tefana. Am 24. Oktober 2010 debütierte er in der OFC Champions League über die vollen 90 Minuten gegen Waitakere United. Sein erstes Tor schoss er wenige Monate später beim Rückspiel, als man 3:1 gewann und Tehau das 1:0-Führungstor erzielte. In der Saison 2010/11 schied man in der Champions League jedoch schon in der Gruppenphase aus. In der Folgesaison schaffte er es mit seinem Team jedoch bis ins Finale, verlor dies allerdings mit einem Gesamtergebnis von 3:1 gegen den Auckland City FC. Die nächste Teilnahme war erste wieder 2015, hier war ebenfalls nach der Gruppenphase Schluss und Tehau legte insgesamt zwei Tore vor. In der Saison darauf kam man als Gruppenerster weiter, schied jedoch anschließend wieder gegen Auckland City, dem Rekordsieger aus.
2018 wechselte Tehau zum Ligakonkurrenten AS Central Sport. Mit seinem neuen Team erreichte er im selbigen Wettbewerb in der ersten Saison das Viertelfinale, schied dort jedoch mit 0:8 aus; Tehau machte in der Spielzeit drei Wettbewerbstore.
Über die Ligaspiele Tehaus ist nichts bekannt.

### Nationalmannschaft
Tehau nahm mit der U20 Tahitis an der U20-WM 2009 teil, schied dort jedoch mit einem Torverhältnis von 0:21 in der Gruppenphase aus.
Sein Debüt für die A-Nationalmannschaft gab Tehau am 23. September 2010 in einem Freundschaftsspiel gegen Martinique über die volle Spielzeit. Bereits bei seinem nächsten Einsatz drei Tage später schoss er gegen Guadeloupe seinen ersten Treffer für die Nationalmannschaft, als später im Elfmeterschießen gewann. Bei einem Qualifikationsspiel zur WM 2014 schoss er bei einem 10:1-Sieg gegen Samoa vier Tore. Mit unter anderem zwei Einsätzen beim Confed-Cup 2013 spielte er für die tahitische Nationalmannschaft 18 Mal, traf dabei sieben Mal und legte drei Tore vor.